# Koa
Koa is een bestuurslaag in het regentschap Timor Tengah Selatan van de provincie Oost-Nusa Tenggara, Indonesië. Koa telt 2212 inwoners (volkstelling 2010).